# Котёнок (Секретные материалы)
«Котёнок» (англ. Kitten) — шестой эпизод одиннадцатого сезона американского научно-фантастического телесериала «Секретные материалы». Премьера состоялась 7 февраля 2018 года на телеканале FOX. Режиссёром серии стала Кэрол Банкер, а сценарий написал Гейб Роттер.
Тэглайн эпизода — «У войны нет конца» вместо стандартного «Я хочу верить».

## Сюжет
В 1969 году во время войны во Вьетнаме взводу американских морских пехотинцев, в том числе Уолтеру Скиннеру (Митч Пиледжи) и Джону «Котёнку» Джеймсу (Хэйли Джоэл Осмент), поручено доставить ящик с маркировкой MK NAOMI в указанное место встречи. После высадки они попадают под огонь противника и вынуждены укрыться в хижине с группой вьетнамских мирных жителей. Скиннер отправляется на помощь раненому товарищу, а тем временем из ящика, повреждённого в результате перестрелки, начинает распространяться газ жёлтого цвета. Вернувшись в хижину, Скиннер обнаруживает, что Котёнок перебил всех мирных жителей.
В 2018 году заместитель директора ФБР Алвин Керш вызывает к себе агентов Фокса Малдера (Дэвид Духовны) и Дану Скалли (Джиллиан Андерсон) и спрашивает их о местонахождении Скиннера, который бесследно исчез. Малдер и Скалли осматривают его квартиру и обнаруживают, что Скиннер получил по почте отрубленное человеческое ухо и записку «Монстры уже здесь». Посылка была прислана из городка Мад Лик, штат Кентукки. Скалли запрашивает в ФБР данные о службе Скиннера во Вьетнаме и его сослуживцах, и обнаруживает, что вся эта информация засекречена.
После прибытия в Мад Лик Малдер и Скалли осматривают в городском морге труп без уха, и Малдер подозревает, что жертва является сослуживцем Скиннера из секретного списка. Как оказывается, погибший мужчина угодил в «пунджи-капкан» — ловушку из кольев бамбука, которую использовали вьетнамцы против американцев во время войны во Вьетнаме.
Местный шериф рассказывает агентам о том, что у жителей городка по необъяснимым причинам выпадают зубы, а также делится слухами, согласно которым люди видели в лесу монстра.
На следующий день на дне ловушки пунджи находят тело Банджо, ещё одного ветерана Вьетнамской войны. Видеокамера, установленная в лесу для мониторинга оленей, зафиксировала смерть Банджо, а также Скиннера, который приходит к яме вскоре после инцидента. Малдер и Скалли лишаются поддержки местного шерифа, когда пытаются убедить его, что их босс Скиннер не может быть причастен к убийству. На видео Малдер замечает рядом с ловушкой фигуру в маске: это и есть «монстр», терроризирующий город.
Скиннер приходит в лесной домик Дейви Джеймса, сына Котёнка. Дейви обвиняет Скиннера в том, что он поломал жизнь его отцу. После возвращения домой из Вьетнама Котёнок предстал перед военным трибуналом и из-за свидетельских показаний Скиннера 38 лет провёл в психиатрической клинике Глейзбрук. Отец много рассказывал Дейви о службе во Вьетнаме и о монстрах в джунглях, которых он видел под воздействием боевого газа. По словам Дейви, его отец не сошёл с ума, как заявил Скиннер на трибунале, но ему никто не верил.
Дейви упрекает Скиннера в том, что во время суда над Котёнком он даже не заикнулся о применении газа, и спрашивает, как он мог поступить так с другом. В своё оправдание Скиннер заявляет, что ему запретили на трибунале говорить о газе, и он подчинился приказу начальства. С тех пор он жил с чувством вины и вспоминал о Котёнке каждый день. Скиннер просит Дейви отвести его к Котёнку. Дейви приводит его к дереву, на котором Котёнок повесился месяц назад после выписки из психушки. Скиннер идёт к трупу, проваливается в яму пунджи и получает сквозное ранение одним из кольев.
К Дейви приезжают Малдер и Скалли, но он утверждает, что не знает Скиннера, и рассказывает, что его отец и другие солдаты, подвергшиеся воздействию боевого газа, были помещены в Глейзбрук, где над ними продолжились эксперименты. Главной задачей этих опытов было превращение солдат в более эффективное оружие на войне благодаря обращению их страхов в агрессию. Как утверждает Дейви, после многих лет испытаний в руках у правительства оказались средства, позволяющие держать под контролем умы миллионов граждан и влиять на принятие решений, отравив их этим ядом.
Скалли относится к истории со скепсисом, но Малдер напоминает, что Минобороны и ЦРУ с 50-х годов работали над рядом секретных программ по контролю над разумом, в том числе проект «МК-Ультра». Отец Дейви считал, что проект МК-Наоми, в котором он участвовал, был продолжением проекта МК-Ультра. Дейви уверен, что правительство США активно использует химикат в наши дни: возможно, отравляя им воду, или продукты, либо же распыляя в воздухе с коммерческих лайнеров.
Малдер и Скалли благодарят Дейви за рассказ и уезжают. Малдер говорит, что Дейви врёт, что не знает Скиннера: он нашёл в фотоальбоме совместные фотографии Котёнка и Скиннера. Малдер возвращается назад в дом Дейви и находит в шкафу костюм «монстра». Он слышит призывы Скиннера о помощи и находит его в яме. Дейви пытается устроить агентам засаду, но становится жертвой одной из собственных ловушек.
Скалли и Малдер спрашивают Скиннера, является ли правдой утверждение Керша о том, что из-за них Скиннер был лишен шансов на карьерный рост в ФБР. Скиннер признаёт, что случай с Котёнком во Вьетнаме разрушил его веру в правительство, но готовность Малдера и Скалли следовать истине, где бы она ни находилась, восстановила его веру в людей. Он решает вернуться в Вашингтон и использовать свою должность для борьбы со злоупотреблениями со стороны правительства. Когда Скиннер выходит из домика, у него выпадает один из зубов.
В эпилоге серии самолёт сельскохозяйственной авиации (кукурузник) распыляет над полем газ жёлтого цвета, а в голубом небе виден конденсационный след от коммерческого лайнера. За кадром звучит голос Дейви, повторяющего слова о правительственном заговоре.